# МиГ-11
МиГ-11 — проект дальнейшего развития истребителя МиГ-3. Разрабатывался в ОКБ-155 с середины 1941 года по сентябрь 1944 года. Самолёт предназначался для ведения манёвренного воздушного боя на всех диапазонах высот.

## Разработка
Работы над истребителем МиГ-11 в инициативном порядке начались ОКБ-155 начали в июле 1941 г. Уже к концу года эскизный проект был направлен для рассмотрения в НИИ ВВС и НКАП. 27 июня проект был одобрен и на заводе ОКБ-155 началось строительство первого прототипа под обозначением И-220.
Из-за отсутствия запланированного двигателя АМ-39 на самолёт поставили мотор АМ-38Ф.
Воздухозаборники разместили в передней кромке центроплана. Туннель маслорадиатора имел выход в нижней его части, а водо-радиаторов — в верхней. Самолёт получил шасси с рычажной подвеской колёс и впервые в отечественной авиации мягкие топливные баки. Истребитель оснастили воздушным винтом АВ-5Л-126А диаметром 3,2 м. Вооружение состояло из двух синхронных 20-мм пушек ШВАК (СП-20) с боезапасом по 150 патронов. Кроме того, на основании решения макетной комиссии в перегрузку предусмотрели установку ещё двух пушек ШВАК с таким же боезапасом.
Первый опытный экземпляр был построен в сентябре 1942 г. и 20 ноября поступил на заводские испытания. Первый полёт состоялся 26 декабря 1942 г. Однако машину пришлось отправить на ремонт так как вышел из строя нагнетатель, а в масле была обнаружена стружка.
Новый двигатель АМ-38Ф установили на самолёт 8 января 1943 г. 7 февраля полёты возобновились. По результатам предварительных испытаний выяснилось, что И-220 даже с мотором АМ-38Ф обладал большой скоростью и скороподъёмностью, благодаря чему с успехом мог противостоять практически любому истребителю на высотах до 5000 м. Максимальная скорость на номинальном режиме составила 576 км/ч у земли и 624 км/ч на высоте 2650 м. Высоту 3000 м самолёт набирал за 2,5 мин, а 5000 м за 4,6 мин.

## Лётно-технические характеристики
| Модификация                 | И-225        |
| Размах крыла, м             | 11.0         |
| Длина, м                    | 9.5          |
| высота, м                   | 3.66         |
| Площадь крыла, м2           | 20.38        |
| Масса пустого, кг           | 3103         |
| Взлётная масса, кг          | 3835         |
| Двигатель                   | ПД ПД АМ-39  |
| Мощность, кг./ с.           | 1800         |
| Максимальная скорость, км/ч | 695          |
| Практический потолок, м     | 11000        |
| Экипаж, чел                 | 1            |
| Вооружение, чел             | 4 пушки ШВАК |